# .ga
.gaは国別コードトップレベルドメイン（ccTLD）の一つで、ガボンに割り当てられている。一時期は管理が民間会社に委ねられ、全世界に無料で提供されていた時期もあったが、2023年6月以降は国による管理に戻っている。

## 概要
かつてはオランダのレジストラFreenomが.gaドメインを管理しており、無料で登録できるサービスを提供していた。しかしドメインの不正利用が絶えないことからMetaがFreenomを訴えた結果、2023年3月には同社の管理下にある5つのトップレベルドメイン（.cf：中央アフリカ共和国、.ga：ガボン、.gq：赤道ギニア、.ml：マリ共和国、.tk：トケラウ）への新規登録が停止され、最終的には契約が打ち切られた。
2023年6月に監理団体がFreenomからガボン国家デジタル基盤および周波数庁 (ANINF) に移行し、それまでにFreenomが管理していた時のデータは有料契約がされていたもののみANINFのデータベースに移行されたため、数多くの.gaドメインが削除された。